# 蝙蛾角突姬蜂
蝙蛾角突姬蜂（学名：Megalomya hepialivora），姬蜂科角突姬蜂属的一种，分布于中国浙江省和湖南省等地区，模式产地为浙江四明山。
本种于2023年被收录入《有重要生态、科学、社会价值的陆生野生动物名录》。